# Хамфри, Джордж Мэгоффин
Джордж Мэгоффин Хамфри (англ. George Magoffin Humphrey; 8 марта 1890 — 20 января 1970) — американский политик, юрист, предприниматель, 55-й министр финансов США.

## Биография
Джордж Хамфри родился в округе Шебойган, штат Мичиган. В 1912 году закончил Мичиганский университет, в котором обучался на факультете юриспруденции. Далее работал юристом в конторе отца, который был адвокатом, в округе Сегино, Мичиган. В 1919 году Хамфри был назначен генеральным советником в металлургическую компанию Ханна. В 1929 году его повысили до президента, а в 1952 году до генерального директора.
В конце 1940-х годов Джордж Хамфри поступил на службу к президенту Гарри Трумэну, в основном по экономическим вопросам. С 1948 по 1949 год Хамфри был председателем комитета по репарациям и экономическому сотрудничеству, а в 1949 году членом Экономического консультативного совета при Министерстве торговли США.
21 января 1953 года новый президент Дуайт Эйзенхауэр назначил Хамфри министром финансов США. Джордж Хамфри был убеждённым сторонником налоговой реформы. Он был за принятие Конгрессом в 1954 году закона, снижавшего подоходный налог и отменявшего налог на доходы. Хамфри был особенно заинтересован в сокращении государственных расходов, чтобы, таким образом, бороться с инфляцией. Его меры дали результаты: в 1951 году Федеральному бюджету удалось избавиться от дефицита.
В 1957 году, после ухода с поста министра финансов, Хамфри стал председателем Национальной сталелитейной корпорации. В течение многих лет он оставлял без внимание своё здоровье, но после удара в августе 1969 года Хамфри стал частым гостем больниц. 27 декабря 1969 года его госпитализировали в клинику в Кливленде, а спустя три недели Джордж Хамфри скончался. Он был похоронен на кладбище Лейк-Вью в Кливленде, Огайо.